# Wilten
Wilten és un barri i districte al sud d'Innsbruck, als peus del Bergisel. El 1904 es va incorporar a la ciutat d'Innsbruck. La frontera amb el centre de la ciutat queda a Triumphpforte. El districte de Wilten inclou també Wiltenberg, Mentlberg i Sieglanger.

## Història
La primera colonització de la zona es remunta a la cultura sorotàptica, cap al 1000 aC. Sota el domini romà es va construir el camp i assentament de Veldidena, mencionat per primer cop el segle iii. En aquella època, Veldidena era una important parada de la ruta de Brenner Via Raetia, que unia Bozen (Pons Drusi) amb Augsburg (Augusta Vindelicorum).